# Euronychodon
 Euronychodon  (“diente garra de Europa”) es un género con 2 especies de dinosaurios celurosaurianos trodóntidos, que vivieron a finales del período Cretácico, hace aproximadamente entre 90 a 70 millones de años, entre el Turoniense y Maastrichtiense, en lo que es hoy Europa y Asia. Conocido por dos especies, la primera descubierta fue Euronychodon portucalensis, por Portugal, cuyos restos consisten en tres dientes diagnósticos, ya que por sí mismos se consideran género y especie nuevos. Encontrados en la localidad de Taveiro, es la especie tipo de Euronychodon, y fue descrita en 1991 Miguel Telles Antunes y Denise Sigogneau-Russell. Una segunda especie fue hallada en Uzbekistán, conocida por solo siete dientes y nombrada por Nessov en 1995 como Euronychodon asiaticus, por Asia, pero es mucho más temprana que E. portucalensis y se la considera dudosa.
A pesar de ser un taxón-diente Euronychodon originalmente fue descrito como un Dromaeosauridae, pero más tarde se lo incluyó en Troodontidae, en todo caso un maniraptor avanzado. Media alrededor de solo 2 metros de largo y sus dientes indican que fue un carnívoro o insectívoro. Al ser un taxón diente, las verdaderas afinidades de Euronychodon son difíciles de determinar. Los dientes son similares al Paronychodon más conocido , que puede ser el sinónimo más antiguo. Paronychodon se describió originalmente como similar a Zapsalis, otro taxon diente considerado a menudo sinónimo de Richardoestesia, un posible dromeosáurido. Más tarde tuvo muchas identificaciones diferentes, como un celurido, un ornitomímido , un dromeosáurido, un arqueopterígido y un trodóntido. Aunque también podría ser otro tipo de terópodo coelurosaurio. Mientras que la mayoría de los investigadores han considerado que tales taxones representan simplemente dientes de terópodos indeterminados, un pequeño consenso ha encontrado que pertenecen a la Deinonychosauria. Un estudio mostró que el esmalte dental es idéntico al encontrado en Byronosaurus , un trodóntido.